# Erythrodiplax acantha
Erythrodiplax acantha ist eine mittelgroße Libellenart aus der Unterfamilie Sympetrinae. Sie kommt im Süden Brasiliens im Gebiet um São Paulo vor. Der Name acantha – griechisch άκανθα, ákantha „Dorn“, englisch für Dornfortsatz – leitet sich von der Struktur des Penis der Art ab. Bislang existiert nur eine Beschreibung des Männchens.

## Merkmale

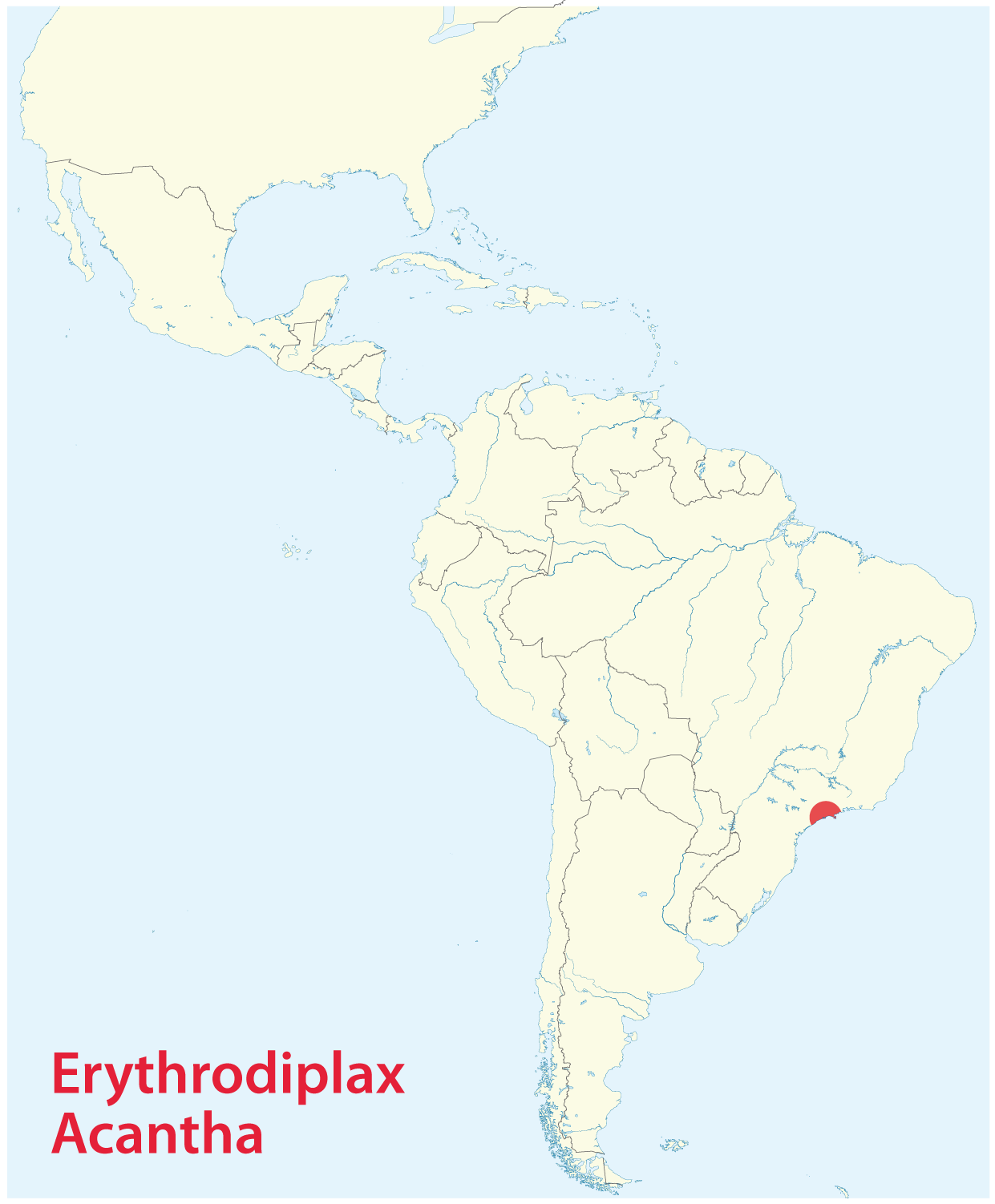
Verbreitungsgebiet der Erythrodiplax acantha

Das Gesicht und der Thorax von Erythrodiplax acantha sind schwarz. Ebenso sind das Abdomen, das eine Länge zwischen 18,0 und 19,5 Millimeter erreicht, und die Beine dunkelbraun bis schwarz. Das Schwarz des Gesichts schimmert dabei leicht metallisch blau, jenes des Thoraxes bräunlich. Die Hinterleibsanhänge wiederum sind dunkelbraun. Die Hinterflügel sind zwischen 23 und 24,5 Millimeter lang, und weisen an der Basis einen kleinen gelblich braunen Fleck auf. Die Ausdehnung dieses Fleckes reicht maximal bis zur Hälfte der Strecke zur ersten Antenodalader. Ansonsten sind die Flügel durchsichtig. Das Flügelmal (Pterostigma) ist zwischen 3,3 und 3,5 Millimeter lang.

## Ähnliche Arten
Insbesondere mit Erythrodiplax hyalina und Erythrodiplax media ist die Art auf Grund der sich überschneidenden Fluggebiete zu verwechseln. Eine Unterscheidung ist sehr schwierig und lässt sich sicher nur auf Grund der Struktur des Penis treffen. Anhaltspunkte liefert aber auch der gegenüber E. media kleinere und hellere Fleck im Hinterflügel, sowie bei E. hyalina die Struktur des Hamulus.

## Weblink
- Erythrodiplax acantha in der Roten Liste gefährdeter Arten der IUCN 2013.2. Eingestellt von: von Ellenrieder, N., 2007. Abgerufen am 19. Februar  2014.